# Pinus herrerae
Pinus herrerae (сосна Ерери) — вид роду сосна родини соснових.

## Опис
Досягає висоти 25—35 метрів. Голки зібрані в пучки по 3, довжиною 10—20 см. Шишки довгі, яйцеподібні, майже симетричні, 2—4 см довжиною, відігнуті на товстих квітконосах близько 5 мм довжиною, світло-коричневі, відкриваються при зрілості. Насіння 3—4 мм завдовжки, темно-коричневе, з крилом завдовжки 5—7 мм.

## Поширення
Країна зростання — Мексика.
В основному в роз'єднаних популяціях на заході та півдні Мексики, а також західній Сьєрра-Мадре, і з надлишком по Сьєрра-Мадре-дель-Сур, на південному заході Чіуауа, Сіналоа, Дуранго, Халіско, Мічоакан і Герреро.